# Tvorchi
Tvorchi est un duo musical ukraino-nigérian fondé en 2017 à Ternopil en Ukraine, composé du producteur Andriy Houtsouliak et du chanteur Jeffery Kenny (de son vrai nom Jimoh Augustus Kehinde).

Le duo représente l'Ukraine au Concours Eurovision de la chanson 2023, organisé à Liverpool au Royaume-Uni, en tant que représentant du pays tenant du titre.

## Histoire
Andriy et Jeffery se sont rencontrés dans la rue en 2017, alors qu'Andriy voulait tester son niveau d'anglais. De cette rencontre est né le projet artistique Tvorchi, dans lequel Andriy est producteur et Jeffery parolier et interprète. Tous deux ont suivi des études à la faculté de pharmacie de l'Université nationale médicale I. Ya Horbachevsky de Ternopil,.

Le 30 mai 2017, le duo sort son premier single, intitulé Slow, suivi, le 4 septembre de la même année, de leur deuxième single, You.

Le 2 février 2018, leur premier album, The Parts, sort. Le deuxième album, intitulé Disco Lights, sort le 14 février 2019.

En 2020, le duo participe à la sélection nationale ukrainienne pour le Concours Eurovision de la chanson 2020, avec la chanson Bonfire, et se classe à la quatrième place parmi les six finalistes.

En septembre de la même année sort leur troisième album, 13 Waves.

### Depuis 2022: Eurovision
Le 17 décembre 2022, le télédiffuseur public ukrainien Suspilne annonce que Tvorchi fait partie des dix artistes retenus pour la sélection nationale ukrainienne pour le Concours Eurovision de la chanson 2023, avec leur chanson Heart of Steel.
Le show a lieu le 17 décembre même, et le duo, passé en dernière position, en sort vainqueur, terminant deuxième des votes du jury et premier des votes du public,À la suite de cette victoire, le duo représentera l'Ukraine lors de la finale du Concours (l'Ukraine ayant remporté l'édition précédente, elle est qualifiée d'office pour la finale), qui se tiendra à Liverpool au Royaume-Uni.

## Discographie

### Albums
- 2018 – The Parts
- 2019 – Disco Lights
- 2020 – 13 Waves
- 2021 – Road

### EPs
- 2021 – Hits

### Singles
- 2017 – Slow
- 2017 – You
- 2019 – Не танцюю (Ne tantsyuyu)
- 2020 – Bonfire
- 2020 – Мова тіла (Mova tila)
- 2020 – Living My Life
- 2020 – Like It like That
- 2021 – Віч-на-віч (Vich-na-vich)
- 2021 – Falling
- 2021 – Intro Road
- 2022 – Боремося (Boremosya)
- 2022 – Heart of Steel

## Membres
- Andriy Viktorovych Houtsouliak (en ukrainien : Андрій Вікторович Гуцуляк, né le 21 février 1996 (29 ans) à Vilkhovets dans le raïon de Tchortkiv) − clavier, production
- Jeffery Kenny, de son vrai nom Jimoh Augustus Kehinde (né le 30 septembre 1997 (27 ans) au Nigeria) − chant